# Реккендорф
Реккендорф (нем. Reckendorf) — община в Германии, в Республике Бавария.
Подчиняется административному округу Верхняя Франкония. Входит в состав района Бамберг. Подчиняется управлению Баунах. Население составляет 1998 человек (на 31 декабря 2010 года). Занимает площадь 13,06 км². Местные регистрационные номера транспортных средств (коды автомобильных номеров) (нем. Kraftfahrzeugkennzeichen) — BA.

## Население
По оценке на 31 декабря 2015 года население общины составляет 2047 чел.
| Дата      | 1840 | 1871 | 1900 | 1925 | 1939 | 1950 | 1961 | 1970 | 1987 | 2011 |
| --------- | ---- | ---- | ---- | ---- | ---- | ---- | ---- | ---- | ---- | ---- |
| Население | 1369 | 1167 | 1014 | 989  | 1064 | 1437 | 1335 | 1526 | 1546 | 2017 |

| Год       | 1960 | 1970 | 1980 | 1990 | 2000 | 2009 | 2010 | 2011 | 2012 | 2013 | 2014 | 2015 |
| --------- | ---- | ---- | ---- | ---- | ---- | ---- | ---- | ---- | ---- | ---- | ---- | ---- |
| Население | 1327 | 1538 | 1547 | 1599 | 1851 | 1988 | 1998 | 2025 | 2003 | 2033 | 2023 | 2047 |